# Gebhardtshof
Gebhardtshof ist ein Gemeindeteil des Markts Weidenberg im Landkreis Bayreuth (Oberfranken, Bayern). Gebhardtshof liegt in der Gemarkung Lessau.

## Geografie
Die Einöde liegt am Fuße der Winterleite (492 m ü. NHN, 0,5 km nordöstlich). Unmittelbar südlich verläuft die Bahnstrecke Weiden–Bayreuth. Eine Gemeindeverbindungsstraße führt nach Stockau (1 km nordwestlich) bzw. nach Lessau (1 km nordöstlich). Ein Anliegerweg führt nach Neuwiese (0,3 km westlich).

## Geschichte
1431 wurde „ein wisflecklein gelegen an des Gebharts Hof“ urkundlich erwähnt.
Von 1797 bis 1810 unterstand der Ort dem Justiz- und Kammeramt Bayreuth. Mit dem Gemeindeedikt wurde Gebhardtshof dem 1812 gebildeten Steuerdistrikt Neunkirchen am Main und der zugleich entstandenen die Ruralgemeinde Lessau zugewiesen. Am 1. Januar 1972 wurde Gebhardtshof im Zuge der Gebietsreform in Bayern nach Weidenberg eingemeindet.

### Einwohnerentwicklung
| Jahr      | 001861 | 001871 | 001885 | 001900 | 001925 | 001950 | 001961 | 001970 | 001987 |
| Einwohner | 25     | 42     | 28     | 18     | 17     | 27     | 13     | 11     | 9      |
| Häuser    |        |        | 3      | 3      | 3      | 2      | 2      |        | 2      |
| Quelle    | [ 9 ]  | [ 10 ] | [ 11 ] | [ 12 ] | [ 13 ] | [ 14 ] | [ 15 ] | [ 16 ] | [ 1 ]  |

## Religion
Gebhardtshof ist seit der Reformation evangelisch-lutherisch geprägt und nach St. Laurentius (Neunkirchen am Main) gepfarrt.